# Темешвари, Андреа
Андреа Темешвари (венг. Temesvári Andrea; р. 26 апреля 1966, Будапешт) — венгерская профессиональная теннисистка.
- Победительница Открытого чемпионата Франции по теннису (1986) в женском парном разряде
- В общей сложности победительница 12 турниров WTA и Большого шлема в одиночном и парном разрядах
- Бывшая седьмая ракетка мира в одиночном разряде.
- Самая прогрессирующая теннисистка 1983 года

## Общая информация
Андреа Темешвари родилась в Будапеште в 1966 году. Её отец Отто Темешвари представлял Венгрию в баскетбольном турнире Римской Олимпиады 1960 года, а затем тренировал национальную сборную Алжира.
В 1988 году Темешвари, чья игровая карьера была прервана травмами, вышла замуж за венгерского музыканта Андраша Трункоша, солиста группы Bikini. Её вторым мужем стал юрист Чонгор Вишонтай. У Темешвари трое детей — Тимеа, Марко и Милан, которых она родила соответственно в 34, 36 и 39 лет.

## Спортивная карьера
Андреа Темешвари начала играть в теннис в девять лет. В 15 лет, в ноябре 1981 года, Андреа приняла участие в матче Кубка Федерации против сборной Румынии, став самой молодой участницей в истории команды Венгрии. В этом же году она выиграла профессиональный турнир ITF в Бад-Херсфельде (Германия), а в марте 1982 года — турнир Avon Futures в Пенсильвании. В мае 1982 года она уже встретилась в финале Открытого чемпионата Европы в Лугано со знаменитой Крис Эверт-Ллойд. Хотя 13-кратная победительница турниров Большого шлема оказалась 17-летней венгерке не по зубам, до финала та записала на свой счёт победы над такими сильными соперницами, как немка Беттина Бунге и южноафриканка Ивонн Вермак.
С 1983 года Темешвари стала постоянной участницей матчей сборной Венгрии в Кубке Федерации, со временем установив по сей день не побитый рекорд команды по числу сыгранных сезонов и матчей. За этот сезон она выиграла три турнира тура Virginia Slims, включая престижный Открытый чемпионат Италии, и закончила год на восьмом месте в рейтинге WTA, к концу января поднявшись ещё на одну позицию. По итогам этого сезона она удостоилась награды WTA в номинации «Прогресс года». Сезон 1984 года, однако, сложился менее удачно, не принеся в одиночном разряде ни титулов, ни финалов, и Темешвари, выступавшая стабильно, но без блеска, сумела к его концу только сохранить место в первой двадцатке рейтинга. В этом и следующем годах она начала заявлять о себе как о парном игроке: в 1984 году она выиграла турнир в Цюрихе, а в 1985-м дошла до полуфинала Открытого чемпионата Франции в паре с американкой Элизой Бёрджин (после победы над третьей посеянной парой) и четвертьфинала Уимблдонского турнира с румынкой Вирджинией Рузичи.
1986 год стал для Темешвари годом высшего достижения в женских парах: выступая в паре с маститой Мартиной Навратиловой, она выиграла Открытый чемпионат Франции. По пути к титулу посеянная 14-й американо-венгерская пара обыграла соперниц, стоявших в турнирной сетке под девятым, вторым и шестым номерами. Однако успех развить не удалось, и в начале следующего года Темешвари почти на два сезона покинула корт, перенеся за это время операции щиколотки и плеча и вернувшись только в 1989 году после 20-месячного отсутствия. Возвращение оказалось удачным: уже в апреле венгерка выиграла парный турнир в Тампе (Флорида) с нидерландской теннисисткой Брендой Шульц, а через неделю в Хьюстоне обыграла шестую ракетку мира Зину Гаррисон. На Открытом чемпионате Франции в паре с Брендой Шульц Темешвари дошла до полуфинала, по ходу победив три посеянных пары, а накануне Открытого чемпионата США дошла до финала на турнире в Нью-Джерси, где её остановила только первая ракетка мира Штеффи Граф. В итоге она закончила год в точности на том же месте в рейтинге, на котором остановилась в 1986 году. В первой половине 1990 года Темешвари ещё раз вышла в полуфинал турнира Большого шлема (теперь Открытого чемпионата Австралии) в паре с Брендой Шульц, а позже с чешкой Региной Райхртовой стала финалисткой представительного турнира в Амелия-Айленд и четвертьфиналисткой Открытого чемпионата Франции.
Андреа Темешвари продолжала выступления до 1997 года, завоевав ещё два титула в парах на турнирах WTA, а в одиночном разряде дважды подряд выиграв турнир ITF в Будапеште. Свои последние матчи за сборную Андреа провела в 1996 году, в общей сложности отыграв за команду Венгрии 47 встреч за десять сезонов, и в этот же год представляла свою страну на Олимпиаде в Атланте, в паре с Вираг Чурго уступив во втором круге своей бывшей партнёрше Бренде Шульц-Маккарти и Манон Боллеграф. В общей сложности за карьеру она заработала более миллиона долларов. По окончании игровой карьеры она занялась тренерской работой, в 2003 и 2004 годах занимая пост капитана сборной Венгрии в Кубке Федерации, а в дальнейшем став тренером новой ведущей теннисистки Венгрии Тимеи Бабош.

## Выступления на турнирах

### Выступление в одиночных турнирах

#### Финалы турнировWTAи VS в одиночном разряде (7)

##### Победы (5)
| Легенда                          |
| -------------------------------- |
| Большой шлем (0+1                |
| Virginia Slims Championships (0) |
| I категория (0)                  |
| II категория (0)                 |
| III категория(0+1)               |
| IV категория (0+2)               |
| V пятая категория (0)            |
| Virginia Slims (5+3)             |

| Титулы по покрытиям | Титулы по месту проведения матчей турнира |
| ------------------- | ----------------------------------------- |
| Хард (1)            | Зал (1+2)                                 |
| Грунт (0)           | Зал (1+2)                                 |
| Трава (4+5)         | Открытый воздух (4+5)                     |
| Ковёр (0+2)         | Открытый воздух (4+5)                     |

| №  | Дата           | Турнир                             | Покрытие | Соперница в финале | Счёт      |
| 1. | 1 марта 1982   | Херши, США                         | Хард(i)  | Катрин Танвье      | 6-4 6-2   |
| 2. | 2 мая 1983     | Открытый чемпионат Италии, Перуджа | Грунт    | Бонни Гадусек      | 6-1 6-0   |
| 3. | 4 июля 1983    | Гамбург, ФРГ                       | Грунт    | Ева Пфафф          | 6-4, 6-2  |
| 4. | 1 августа 1983 | Индианаполис, США                  | Грунт    | Зина Гаррисон      | 6-2, 6-2  |
| 5. | 22 июля 1985   | Индианаполис (2)                   | Грунт    | Зина Гаррисон      | 7-60, 6-3 |

##### Поражения (2)
| №  | Дата            | Турнир            | Покрытие | Соперница в финале | Счёт     |
| 1. | 10 мая 1982     | Лугано, Швейцария | Грунт    | Крис Эверт-Ллойд   | 0-6, 3-6 |
| 2. | 14 августа 1989 | Мауа, США         | Хард     | Штеффи Граф        | 5-7, 2-6 |

### Выступления в парном разряде

#### Финалы турнировWTAи VS в парном разряде (10)

##### Победы (7)
| №  | Дата            | Турнир                             | Покрытие | Партнёрша           | Соперницы в финале                 | Счёт           |
| 1. | 29 октября 1984 | European Indoors, Цюрих, Швейцария | Ковёр(i) | Андреа Леанд        | Клаудиа Коде-Кильш Гана Мандликова | 6-1, 6-3       |
| 2. | 28 октября 1985 | European Indoors (2)               | Ковёр(i) | Гана Мандликова     | Клаудиа Коде-Кильш Гелена Сукова   | 6-4, 3-6, 7-5  |
| 3. | 31 марта 1986   | Марко-Айленд, США                  | Грунт    | Мартина Навратилова | Элиза Бёрджин Кэти Джордан         | 7-5, 6-2       |
| 4. | 26 мая 1986     | Открытый чемпионат Франции, Париж  | Грунт    | Мартина Навратилова | Штеффи Граф Габриэла Сабатини      | 6-1, 6-2       |
| 5. | 17 апреля 1989  | Тампа, США                         | Грунт    | Бренда Шульц        | Элиза Бёрджин Розалин Фэрбенк      | 7-66, 6-4      |
| 6. | 17 мая 1993     | Страсбург, Франция                 | Грунт    | Шон Стаффорд        | Кэти Риналди Джилл Хетерингтон     | 6-75, 6-3, 6-4 |
| 7. | 24 июля 1995    | Мариа-Ланковиц, Австрия            | Грунт    | Сильвия Фарина      | Вильтруд Пробст Александра Фусаи   | 6-2, 6-2       |

##### Поражения (3)
| №  | Дата            | Турнир                              | Покрытие | Партнёрша           | Соперницы в финале                 | Счёт      |
| 1. | 12 мая 1986     | Открытый чемпионат Германии, Берлин | Грунт    | Мартина Навратилова | Штеффи Граф Гелена Сукова          | 5-7, 2-6  |
| 2. | 9 апреля 1990   | Амелия-Айленд, США                  | Грунт    | Регина Райхртова    | Мерседес Пас Аранча Санчес-Викарио | 6-75, 4-6 |
| 3. | 14 февраля 1994 | Париж, Франция                      | Ковёр(i) | Мари Пьерс          | Сабин Аппелманс Лоранс Куртуа      | 4-6, 4-6  |